# Части тела (сезон 5)
«Ча́сти те́ла» (англ. Nip/Tuck) — американская телевизионная драма, созданная Райаном Мёрфи и выходившая в эфир с 2003 по 2010 год.

## Сюжет
Часть 1.
Шон и Кристиан переехали в Лос-Анджелес и продолжили там свою работу в качестве пластических хирургов. После смерти настоящего отца малыша, Кристиан получает право опеки над Уилбером. Вместе с Кристианом, Шона приглашают в качестве консультантов в телесериал о работе врачей, где Шон вскоре получает роль и затмевает звезду шоу, эксцентричного Эйдана Стоуна.
Мэтт и Кимбер столкнулись с рядом проблем и увязли в наркотиках. Джули после неудачной попытки сохранить брак с Шоном, начинает встречаться с лесбиянкой Оливией, чья маниакальная дочь Иден начинает плохо влиять на Энни, а затем и вовсе пытается убить Джули, отравляя её пищу ртутью. А у Шона возникают проблемы с его агентом.
Часть 2.
Спустя 4 месяца после нападения Колин, Шон прикован к инвалидному креслу, но мужчина скрывает, что уже может ходить. У Кристиана находят рак груди, так же он становится менеджером Кимбер, когда та хочет протолкнуть свою Дочь Дженну в мир детской моды. Эйдан хочет снять фильм по мотивам событий, произошедших между Шоном и Колин, а между Кристианом и Лиз начинается короткий роман, после которого женщина решает вернуться в Майами.
Джули переживает смерть Оливии, которая умерла из-за того, что скрыла употребление антидепрессантов перед пластической операцией у Шона. Иден говорит Джулии, что это её мать стреляла в неё. Между тем, узнав о возвращении рака и скорой смерти, Кристиан делает предложение Лиз.

## В ролях

### Основной состав
- Дилан Уолш — Шон Макнамара
- Джулиан Макмэхон — Кристиан Трой
- Джон Хенсли — Мэтт Макнамара
- Джоэли Ричардсон — Джулия Макнамара
- Рома Маффия — Лиз Круз
- Келли Карлсон — Кимбер Генри

### Приглашённые звёзды
- Келси Линн Бэйтлэнн — Энни МакНамара
- Пола Маршалл — Кейт Тинсли
- Лорен Хаттон — Фиона МакНил
- Мэгги Сифф — Рейчел Бен Натан
- Кэти Сахофф — Теодора Роу
- Адир Калян — Радж Пареш
- Джефф Хэфнер — Кайл Эйн
- Брэдли Купер — Эйдан Стоун
- Оливер Платт — Фредди Прун
- Дафна Зунига — Карли Саммерс
- Тиа Каррере — Госпожа Тёмная боль
- Дженнифер Куллидж — Кенди Ричардс
- Анна-Линн Маккорд — Иден Лорд
- Порша Де Росси — Оливия Лорд
- Джон Шнайдер — Рэм Питерс
- Роберт Гант — Джефф Моррис
- Шарон Глесс — Колин Роуз
- Рози О`Доннелл — Дон Бадж
- Миша Коллинз — Мэнни Скерритт
- Дина Мейер — Рокси Сэнт Джеймс
- Джессалин Гилсиг — Джина Руссо
- Джезайя и Джошуа Генри — Уилбер Трой
- Ричард Бёрджи — Логан Тэйпер

## Список эпизодов

### Часть 1
| Эпизод | Название              | Дата выхода в эфир | Режиссёр          | Сценаристы                |
| --- | --------------------- | ------------------ | ----------------- | ------------------------- |
| |                       |                    |                   |                           |
| 5x01 | Carly Summers         | 30 октября 2007    | Чарльз Хэйд       | Райан Мёрфи               |
| Пациент убирает шрамы от БДСМ-практик. Шон пробуется на роль в сериале, а Кристиан принуждает сделать операцию актрисе, не нуждающейся в ней.                                                                                               |                       |                    |                   |                           |
| |                       |                    |                   |                           |
| 5x02 | Joyce & Sharon Monroe | 6 ноября 2007      | Чарльз Хэйд       | Райан Мёрфи               |
| Соперничающие двойники Мэрилин Монро увеличивают грудь, Кристиан снимается обнаженным для журнала. Джулия так же, как и Шон, находит себе новую девушку.                                                                                    |                       |                    |                   |                           |
| |                       |                    |                   |                           |
| 5x03 | Everett Poe           | 13 ноября 2007     | Ричард Левин      | Лин Грин и Ричард Левин   |
| Дочь Оливии Иден восстанавливает девственную плеву, заодно пытаясь всячески соблазнить Шона, пока Джулия привыкает к новой себе. Мэтт просит у отцов ещё денег, а Кристиан занимается проституцией.                                         |                       |                    |                   |                           |
| |                       |                    |                   |                           |
| 5x04 | Dawn Budge, Part II   | 20 ноября 2007     | Чарльз Хэйд       | Дженнифер Солт            |
| У Дон Бадж очередное несчастье. Иден жестко манипулирует Энни, чтобы задеть Шона, а Кристиан сталкивается с необычной клиенткой, после чего обращается к вере.                                                                              |                       |                    |                   |                           |
| |                       |                    |                   |                           |
| 5x05 | Chaz Darling          | 27 ноября 2007     | Шон Яблонски      | Шон Яблонски              |
| Шон и Кейт посещают свинг-вечеринку, после чего ссорятся. Мэтт и Кимбер отчаянно ищут деньги. Иден пытается шантажировать Кристиана, но просчитывается.                                                                                     |                       |                    |                   |                           |
| |                       |                    |                   |                           |
| 5x06 | Damien Sands          | 4 декабря 2007     | Чарльз Хэйд       | Хэнк Шилтон               |
| Действия разворачиваются в реалити-шоу «Пластик-Фантастик», с присущей этому жанру фальшивостью. Иден извиняется перед Шоном, а отношения Джулии и Оливии вновь подвергаются проверке.                                                      |                       |                    |                   |                           |
| |                       |                    |                   |                           |
| 5x07 | Dr. Joshua Lee        | 11 декабря 2007    | Брэд Фолчак       | Брэд Фолчак               |
| Старый мужчина, просит вынуть чип из его тела, который якобы поместили туда инопланетяне. На Джулию и Оливию нападают, а из-за Иден у Шона неприятности со здоровьем. Кимбер бросает Мэтта, заключая сделку с Кристианом.                   |                       |                    |                   |                           |
| |                       |                    |                   |                           |
| 5x08 | Duke Collins          | 18 декабря 2007    | Элоди Кин         | Лин Грин и Ричард Левин   |
| В помощи нуждается Санта после трагического случая с ребёнком. Мэтт дружится с сотрудницей больницы, а Иден готовит сюрприз для Джулии в качестве примирения. Шон узнает правду про Кристиана и Джулию.                                     |                       |                    |                   |                           |
| |                       |                    |                   |                           |
| 5x09 | Rachel Ben Natan      | 15 января 2008     | Чарльз Хэйд       | Дженнифер Солт            |
| Прошлое мучает Рейчел, поэтому она обращается за помощью. У Дон Бадж очередное несчастье, также она расстаётся с Фредди. А Кристиан и Шон продолжают конфликтовать.                                                                         |                       |                    |                   |                           |
| |                       |                    |                   |                           |
| 5x10 | Magda & Jeff          | 22 января 2008     | Крэйг Зиск        | Хэнк Шилтон               |
| Старая леди желает сделать своему молодому парню несколько операций. Шон с помощью нового агента достигает новых вершин в сериале. Джулия продолжает болеть, а Кристиан проводит время с Джиной.                                            |                       |                    |                   |                           |
| |                       |                    |                   |                           |
| 5x11 | Kyle Ainge            | 29 января 2008     | Дирк Уоллес Крафт | Брэд Фолчак и Хэнк Шилтон |
| За помощью обращается пара, выжившая в тяжёлых условиях. Колин Роуз оберегает Шона от конкурентов, заходя слишком далеко. А Кристиан объясняет Уилберу куда делась его мама.                                                                |                       |                    |                   |                           |
| |                       |                    |                   |                           |
| 5x12 | Lulu Grandiron        | 5 февраля 2008     | Брэд Фолчак       | Брэд Фолчак               |
| Богатая пожилая дама просит о необычной операции, которую Кристиан с воодушевлением делает, не подумав. Иден снимается в порно с Кимбер. Шон узнает о настоящей работе Колин.                                                               |                       |                    |                   |                           |
| |                       |                    |                   |                           |
| 5x13 | August Walden         | 12 февраля 2008    | Шон Яблонски      | Шон Яблонски              |
| О Шоне пишут плохой отзыв в журнале, который задевает его. Мэтт тяжело расстаётся с Рейчел, но сразу же находит новую девушку. Джулия наконец узнает причину своей болезни.                                                                 |                       |                    |                   |                           |
| |                       |                    |                   |                           |
| 5x14 | Candy Richards        | 19 февраля 2008    | Ричард Левин      | Дженнифер Солт            |
| Пострадавшая Джулия приходит в себя. Кристиан встречается с матерью своей новоиспеченной дочери, вместе они решают судьбу своих детей. Шон из-за неприятностей решает бросить съёмки в сериале, а Колин опять совершает отчаянный поступок. |                       |                    |                   |                           |
| |                       |                    |                   |                           |

### Часть 2
| Эпизод | Название                           | Дата выхода в эфир | Режиссёр          | Сценаристы                |
| --- | ---------------------------------- | ------------------ | ----------------- | ------------------------- |
| |                                    |                    |                   |                           |
| 5x15 | Ronnie Chase                       | 6 января 2009      | Брэд Фолчак       | Райан Мёрфи               |
| Прошло 4 месяца после трагедии. Шон не может оперировать, зато занимается преподаванием. Лиз хочет уменьшить грудь, но прежде решается вместе с Кристианом провериться на рак.                                                                   |                                    |                    |                   |                           |
| |                                    |                    |                   |                           |
| 5x16 | Gene Shelly                        | 13 января 2009     | Ричард Левин      | Лин Грин и Ричард Левин   |
| Кристиан проходит курс химиотерапии, в чём ему помогает Лиз. Секрет Шона раскрыт. А Кристиан даёт повод Лиз задуматься о свой сексуальной ориентации.                                                                                            |                                    |                    |                   |                           |
| |                                    |                    |                   |                           |
| 5x17 | Roxy St. James                     | 27 января 2009     | Лин Грин          | Дженнифер Солт            |
| Женщина из-за наследственной предрасположенности хочет удалить здоровые груди. Лиз решается на эксперимент с мужчиной. Операция Оливии идёт по трагическому пути.                                                                                |                                    |                    |                   |                           |
| |                                    |                    |                   |                           |
| 5x18 | Ricky Wells                        | 26 сентября 2009   | Джон Стюарт Скотт | Брэд Фолчак               |
| Молодой парень делает возрастную операцию ради своей взрослой жены, чтобы на них не смотрели косо. К Раджу приезжает его суровый отец, а Лиз, вновь разочаровавшись в Кристиане, решает уйти.                                                    |                                    |                    |                   |                           |
| |                                    |                    |                   |                           |
| 5x19 | Manny Skerritt                     | 3 февраля 2009     | Дирк Уоллес Крафт | Райан Мёрфи               |
| Парень решает уменьшить член из-за зависимости от аутофелляции. Шон нанимает интересного нового анестезиолога-девушку . Кимбер просит Кристиана увеличить губы своей дочери, ради модельной карьеры.                                             |                                    |                    |                   |                           |
| |                                    |                    |                   |                           |
| 5x20 | Budi Sabri                         | 10 февраля 2009    | Хэнк Шилтон       | Райан Мёрфи и Хэнк Шилтон |
| За помощью обращается мужчина с очень редкими наростами на конечностях. Шон и Теодора пробуют всё больше необычных и опасных вещей. Доктор Кристиана сообщает ему ужасные новости.                                                               |                                    |                    |                   |                           |
| |                                    |                    |                   |                           |
| 5x21 | Allegra Calderella                 | 17 февраля 2009    | Шон Яблонски      | Шон Яблонски              |
| Женщина с пересаженными из интимной зоны губами вновь нуждается в операции. Перед свадьбой к Лиз приезжает её мать. А Кристиан ищет себе замену на должность.                                                                                    |                                    |                    |                   |                           |
| |                                    |                    |                   |                           |
| 5x22 | Giselle Blaylock & Legend Chandler | 3 марта 2009       | Лин Грин          | Лин Грин и Ричард Левин   |
| Пара, которая любит пить кровь, нуждается в помощи. Теодора ведёт двойную жизнь за спиной Шона, а Кимбер снова остается одна. Кристиан, боясь смерти, обращается к крионике. После свадьбы Кристиана и Лиз, его доктор сообщает хорошие новости. |                                    |                    |                   |                           |
| |                                    |                    |                   |                           |